# HMS Diana (D126)
L'HMS Diana (distintivo ottico D126) è stato un cacciatorpediniere appartenente alla Royal Navy, unità della classe Daring varata nel 1952. Poco dopo l'entrata in servizio prese parte agli eventi della crisi di Suez; dopo 24 anni di servizio sotto bandiera britannica fu venduto alla Marina de Guerra del Perú, che lo ribattezzò BAP Palacios (con nuovo distintivo ottico DM-73) in onore di Enrique Palacios de Mendiburu, eroe della guerra con il Cile e uno dei protagonisti della battaglia di Angamos (8 ottobre 1879).

## Storia
Entrato in servizio all'inizio degli anni cinquanta, era stato concepito in base alle esperienze della guerra aeronavale del Pacifico. Ricevette il battesimo del fuoco durante la crisi di Suez, quando il 1º novembre 1956, insieme all'incrociatore Newfoundland silurò ed affondò la fregata egiziana Domiat nel Mar Rosso. In quello stesso anno partecipò anche alla campagna di esperimenti nucleari condotta dalla Gran Bretagna su una delle isole Montebello (Australia) agli ordini del capitano di vascello John Ronald Gower (ufficiale veterano della seconda guerra mondiale) entrando nella zona radioattiva poco tempo dopo l'esplosione di ben due ordigni nucleari.
Nel 1969 il Diana e il gemello Decoy furono venduti alla Marina de Guerra del Perú. Trasferiti presso il cantiere navale Cammell Laird di Birkenhead le unità furono oggetto di programma di ricondizionamento che comportò l'installazione del radar di scoperta aeronavale Plessey AWS-1,  la rimozione dell'impianto sopraelevato binato poppiero Vickers Mk.6 da 114/45 mm e della centrale di controllo del tiro, sostituiti da una piattaforma dove furono installati 8 contenitori singoli per missili antinave superficie-superficie Aérospatiale MM-38 Exocet. Al termine dei lavori le due unità furono trasferite in Perù, arrivando nel porto di Callao nell'aprile 1973. Durante il servizio il Palacios fu oggetto di numerosi lavori di ammodernamento eseguiti presso il cantiere navale SIMA Callao. Nel 1975-1976 fu rimosso il lanciabombe ASW Squid sostituito da una piattaforma d'appontaggio per un elicottero antisommergibile Agusta-Bell AB 212 ASW. Nel 1977-1978 furono installati due impianti binati OTO Melara Dardo per cannoni antiaerei da 40/70 mm dotati di sistema di controllo del tiro AESN NA-10 e radar di tiro AESN RTN-10X, mentre la torre binata poppiera Y da 114/45 mm fu sostituita da un hangar telescopico per l'elicottero. Il Palacios fu definitivamente radiato nel corso del 1993.

### Annotazioni
1. ↑  A causa della grande esposizione alla ricaduta radioattiva, nel tempo circa due terzi dell'equipaggio morirono e i superstiti vennero colpiti da una varietà di malattie legate all'esposizione alle radiazioni. Alla nave, di ritorno a Fremantle, Australia, fu addirittura rifiutato l'ingresso in porto da parte della autorità locali.
2. ↑  Si trattava della torre X.

### Fonti
1. 1 2 3 4  Chant 2014, p. 210.
2. ↑  Couhat 1982, p. 459.
3. ↑  Baker III, p. 551.